# Scythropochroa ochrogaster
Scythropochroa ochrogaster är en tvåvingeart som beskrevs av Edwards 1933. Scythropochroa ochrogaster ingår i släktet Scythropochroa och familjen sorgmyggor. Inga underarter finns listade i Catalogue of Life.